# Tiberinus

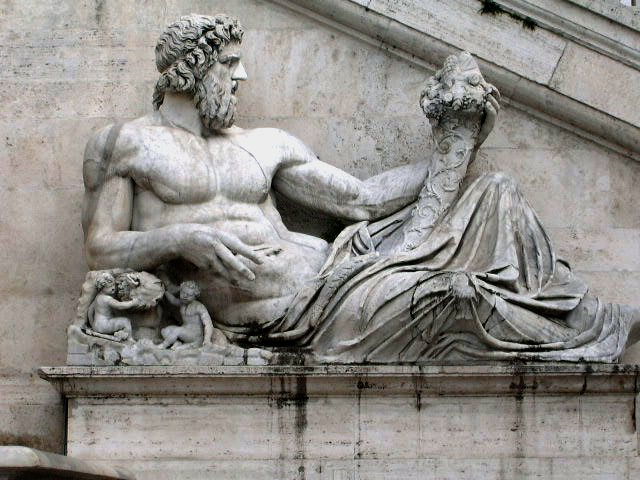
Standbeeld van Tiberinus. Linksonder Romulus en Remus met de wolvin.

Tiberinus, ook wel Tiberinus pater genoemd, is in de Romeinse mythologie de riviergod van de Tiber. Volgens een verhaal trouwde hij met Mantho, met wie hij vader was van Ocnus. Daarnaast bestaat er een mythe waarin hij trouwt met Rhea Silvia.

## Optreden in verhalen
- In de Aeneis (boek VIII) helpt Tiberinus Aeneas na diens aankomst in Italië vanuit Troje.
- Hij zou Romulus en Remus naar de wolvin hebben gebracht die ze vervolgens zou opvoeden.